# Сташки (Смоленская область)
Сташки — деревня в Руднянском районе Смоленской области России. Входит в состав Смолиговского сельского поселения. Население — 96 жителей (2020 год). 
Расположена в западной части области в 13 км к юго-востоку от Рудни, в 3 км южнее автодороги А141 Орёл — Витебск, на берегу реки Ольшанка. В 2 км северо-западнее деревни расположена железнодорожная станция Плоская на линии Смоленск — Витебск. 

## История
В годы Великой Отечественной войны деревня была оккупирована гитлеровскими войсками в июле 1941 года, освобождена в октябре 1943 года.